# Sound of White Noise
Sound of White Noise és el sisè àlbum d'estudi del grup americà de thrash metal Anthrax, publicat el maig de 1993 a Elektra Records. És el primer àlbum del grup amb el cantant d'Armored Saint, John Bush, i l'últim amb el guitarrista Dan Spitz.

## Llista de cançons
- Totes les cançons escrites per Frank Bello, Charlie Benante, John Bush, Scott Ian, excepte les indicades.

1. "Potter's Field" – 5:00
2. "Only" – 4:56
3. "Room for One More" – 4:54
4. "Packaged Rebellion" – 6:18
5. "Hy Pro Glo" – 4:30
6. "Invisible" – 6:09
7. "1000 Points of Hate" – 5:00
8. "Black Lodge" (Angelo Badalamenti, Bello, Benante, Bush, Ian) – 5:24
9. "C11H17N₂O₂S Na" – 4:24
10. "Burst" – 3:35
11. "This Is Not an Exit" – 6:49

### Cançons extres (Remasterització 2001)
1. "Auf Wiedersehen" (Rick Nielsen, Tom Petersson) – 3:33
  - Cheap Trick cover
2. "Cowboy Song" (Phil Lynott, Brian Downey) – 5:06
  - Thin Lizzy cover
3. "London" (Morrisey, Johnny Marr) – 2:54
  - The Smiths cover
4. "Black Lodge" (Strings Mix) (Badalamenti, Bello, Benante, Bush, Ian) – 5:21

### Bonus CD (Edició japonesa)
1. "Noisegate" – 4:25
2. "Cowboy Song" (Lynott, Downey) – 5:06
  - Thin Lizzy cover
3. "Auf Wiedersehen" (Nielsen, Petersson) – 3:33
  - Cheap Trick cover
4. "Looking Down the Barrel of a Gun" (Michael Diamond, Matt Dike, Adam Horovitz, John King, Mike Simpson, Adam Yauch) – 3:10
  - Beastie Boys cover

## Senzills
- "Only"
- "Black Lodge"
- "Room for One More"
- "Hy Pro Glo"

## Personal
- John Bush – Cantant
- Dan Spitz – Guitarra
- Scott Ian – Guitarra rítmica, veu de fons
- Frank Bello – Baix, veu de fons
- Charlie Benante – Bateria